# Великі озера

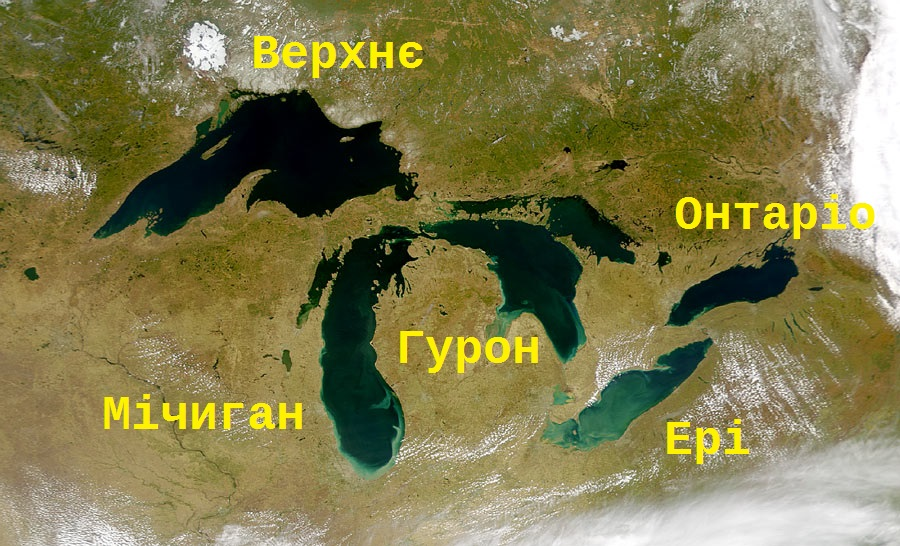
Великі озера на фото з супутника

Вели́кі озе́ра, Вели́кі Америка́нські озе́ра — група з п'яти великих озер тектонічно-післяльодовикового походження (Верхнє, Гурон, Мічиган, Ері, Онтаріо) у Канаді та США. Загальна площа — 245 200 км² (один із найбільших прісноводних басейнів Землі); різниця висот між Верхнім озером та Онтаріо — 108 м; з'єднані між собою, а також каналами з річками Гудзон і Міссісіпі (Іллінойський водний шлях); через річку Св. Лаврентія доступні для морських суден; частина Водного Шляху Св. Лаврентія (загальна довжина до виходу в океан близько 3 000 км); основні порти: Чикаго, Клівленд (США), Тандер-Бей, Торонто (Канада).
Одним з перших дослідив Великі озера французький мандрівник Роберт Кавелье де ла Саль.

## Географія
Хоча п'ять озер перебувають в окремих басейнах, вони утворюють єдиний, природно взаємопов'язаний масив прісної води.
Озера мають широкий вододіл із багатьма річками та налічують близько 36 000 островів. Район Великих озер містить не тільки п'ять великих, але і багато тисяч дрібних озер, які часто називають внутрішніми озерами. Мічиган є єдиним із п'яти озер, яке розташоване повністю в межах США, по інших проходить водний кордон між двома країнами.

### Батиметрія
| Назва               | Ері (англ. Lake Erie)       | Гурон (англ. Lake Huron)                     | Мічиган (англ. Lake Michigan)                                   | Онтаріо (англ. Lake Ontario)                                 | Верхнє (англ. Lake Superior)                                                    |
| ------------------- | --------------------------- | -------------------------------------------- | --------------------------------------------------------------- | ------------------------------------------------------------ | ------------------------------------------------------------------------------- |
| Площа дзеркала      | 25 744 км²                  | 59 596 км²                                   | 58 016 км²                                                      | 19 529 км²                                                   | 82 103 км²                                                                      |
| Об'єм               | 483 км³                     | 3 532 км³                                    | 4 909 км³                                                       | 1 635 км³                                                    | 12 064 км³                                                                      |
| Висота              | 175 м                       | 176 м                                        | 176 м                                                           | 75 м                                                         | 183 м                                                                           |
| Середня глибина     | 19 м                        | 59 м                                         | 85 м                                                            | 86 м                                                         | 147 м                                                                           |
| Максимальна глибина | 64 м                        | 235 м                                        | 281 м                                                           | 246 м                                                        | 406 м                                                                           |
| Найбільші поселення | Баффало Клівленд Ері Толідо | Алпіна Бей-Сіті Оуен-Саунд Порт Гурон Сарнія | Чикаго Гері Грін-Бей Мічиган-Сіті Мілвокі Маскігон Траверс-Сіті | Гамільтон Кінгстон Міссісога Ошава Рочестер Торонто Пікерінг | Дулут Маркетт Су-Сент-Марі (Мічиган) Су-Сент-Марі (Онтаріо) Суперіор Тандер-Бей |

|           |                                                              |
| Примітки: | Площа кожного прямокутника пропорційна об'єму кожного озера. |
| Джерело:  | Американська агенція із захисту довкілля                     |

Великі озера: Профіль системи

Оскільки поверхня озер Верхнє, Гурон, Мічиган та Ері розташована приблизно на однаковій висоті над рівнем моря, в той час як озеро Онтаріо розташоване значно нижче, й оскільки Ніагарський водоспад запобігає будь-якій природній навігації, чотири верхніх озера, як правило, називають «Верхніми Великими озерами». Це означення проте не є загальноприйнятим. Ті, хто живе на березі озера Верхнє, часто називають всі інші озера нижніми, тому що вони всі нижче. Моряки вантажних барж, що здійснюють перевезення вантажів із Верхнього озера та північних озер Мічиган та Гурон в порти на озері Ері та Онтаріо, зазвичай називають останні «нижніми озерами», а озера Мічиган, Гурон і Верхнє — «верхніми озерами». Це відповідає ставленню до озер Ері й Онтаріо, як «вниз, на південь», а до інших, як «вверх, на північ». Вітрильники, що йдуть на північ озером Мічиган, вважають, що пливуть «вверх», незважаючи, що вони рухаються до його гирла.

### Озеро Мічиган-Гурон
Озеро Мічиган-Гурон гідрологічно являють одне ціле, воно має одну висоту над рівнем моря 176 м, і озера пов'язані не річкою, а глибокою (90 м) протокою Макіно.

### Річки
- Річка Сент-Мері з'єднує озера Верхнє і Гурон;
- Річка Сент-Клер з'єднує озера Гурон і Сент-Клер;
- Річка Детройт з'єднує озера Сент-Клер та озеро Ері, є кордоном між США і Канадою;
- Річка Ніагара через Ніагарський водоспад з'єднує озера Ері і Онтаріо;
- Річка Святого Лаврентія з'єднує озеро Онтаріо та Атлантичний океан.

### Інші акваторії
- Затока Джорджен-Бей — велика бухта озера Гурон, відокремлена півостровом Брюс та островом Манітулін. У бухті є велика кількість островів (до 3 000). Північний канал — це більш вузьке західне продовження Джорджен-Бей, яке відокремлює Манітулін від материкової частини Північне Онтаріо.
- Протока Макіно з'єднує озера Мічиган та Гурон.
- Велландський канал з'єднує озеро Ері та озеро Онтаріо, в обхід Ніагарського водоспаду.
- Озеро Сент-Клер є найменшим озером у системі Великих озер, через свої відносно невеликі розміри (порівняно з іншими «Великими озерами») воно дуже рідко вважається Великим озером.
- Озеро Ніпіґон на північ від озера Верхнього є авлакогеном Північноамериканської середньоконтинентальної рифтової системи, яка утворює озеро Верхнє, тому два підмурівки озер об'єднані загальною геологію. Озеро Ніпіґон іноді називають шостим Великим озером.

### Острови
Великі озера мають приблизно 35 000 островів. Найбільшим із них є Манітулін, острів в озері Гурон, найбільший острів у внутрішніх водах, і також має на своїй території найбільше у світі озеро в озері — Маніту. Другим за величиною є острів Роял в озері Верхнє. Обидва ці острови досить великі, щоб мати на своїй території кілька озер.

### З'єднання з океаном
Водний шлях Святого Лаврентія і Водний шлях Великих озер відкрив Великі озера для океанських суден. Перехід до ширших океанських контейнерних суден, які не проходять через шлюзи на цих маршрутах, обмежує судноплавство на озерах. Незважаючи на їх величезні розміри, великі ділянки в районі Великих озер замерзають упродовж зими, припиняючи судноплавство.
Великі озера також з'єднані з Мексиканською затокою маршрутом Іллінойс (із Чикаго), Міссісіпі, Мексиканська затока. Альтернативний маршрут через річку Іллінойс (із Чикаго), Міссісіпі, до Огайо, вгору по Огайо, далі Водним шляхом Теннессі-Томбігбі (через низку річок та озер і каналів), в затоку Мобіль і далі у Мексиканську затоку.
Прогулянкові катери можуть прямувати з Великих озер за маршрутом Ері-канал та річкою Гудзон до Нью-Йорку. Канал Ері (чи Ері-канал) з'єднує Великі озера зі східного краю озера Ері (в Буффало, штат Нью-Йорк) та південний край озера Онтаріо (в Освего, штат Нью-Йорк).

## Походження назв
|                  | Верхнє (англ. Lake Superior) | Гурон (англ. Lake Huron)                                                                        | Мічиган (англ. Lake Michigan)                                                     | Ері (англ. Lake Erie)                                                                                                   | Онтаріо (англ. Lake Ontario)                                                                                                |
| ---------------- | --- | ----------------------------------------------------------------------------------------------- | --------------------------------------------------------------------------------- | --- | --- |
| Походження назви | Походить від французького «lac supérieur» («озеро розташоване вище»), що посилається на його розташування вище щодо озера Гурон. Оджибве називають його Ґітчіґумі («Gitchigumi»). | Назване французькими дослідниками за назвою мешканців цієї території, — вайандотів, чи гуронів. | Походить з мови оджибве, в якій слово мішіґамі (mishigami) означає «велика вода». | Походить від назви племені ері; скорочена форма ірокезького слова «еріелгонан» (Erielhonan), що означає «довгий хвіст». | На мові гуронів (віандотська) слово онтаріо (ontarío) значає «Озеро Сяючих вод» (Ontara = чудовий, Ontario = чудове озеро). |

## Геологія

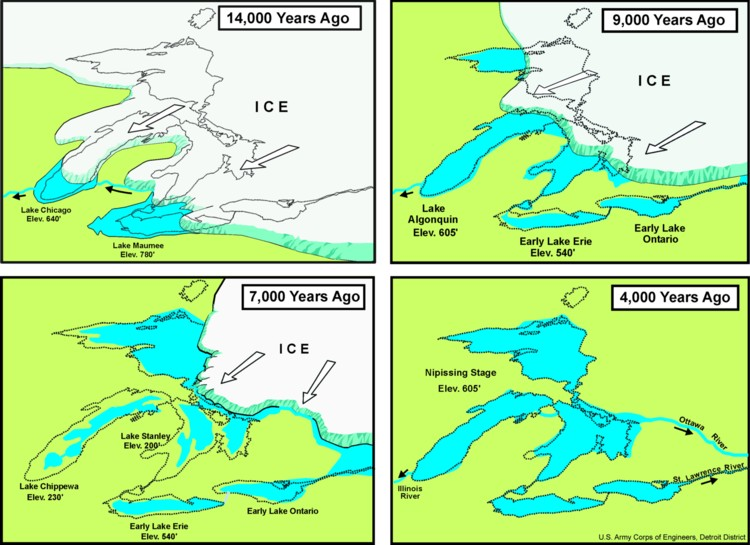
Діаграма утворення Великих озер

Вважається що початок утворення сучасних верхніх Великих озер було закладено 1,1 — 1,2 млрд років тому, коли Американська Середньоконтинентальна рифтова система розподілила щит на дві частини. Сформована долина утворила басейн, що нарешті став сучасним озером Верхнім. Іншій розлом сформував Рифт Святого Лаврентія близько 570 млн років тому на його підмурівку були утворені озера Ері і Онтаріо, а також майбутня річка Св. Лаврентія.
Великі озера, були сформовані наприкінці останнього льодовикового періоду (тобто близько 10000 років тому), коли Лаврентійський льодовиковий щит відступив. Відступ льодовикового щиту залишив після себе велику кількість талої води (див. озеро Агассис), яка заповнила басейни, створені льодовиком — сьогоденні Великі озера. Через нерівномірний характер льодовикової ерозії, деякі високі пагорби стали островами Великих озер. Ніагарський поріг відповідає контуру Великих озер між Нью-Йорком і Вісконсіном.

## Клімат

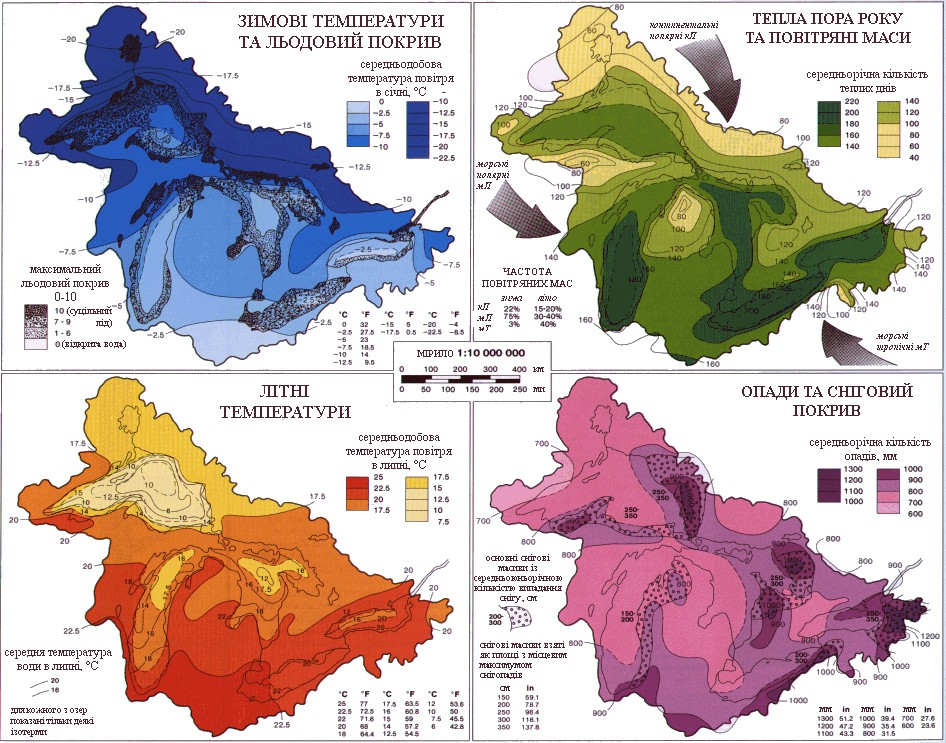
Кліматичні мапи регіону Великих озер.

Басейн Великих озер перебуває під впливом трьох основних факторів, що формують погоду в регіоні: повітряні маси з інших регіонів, ситуація на континенті і стримуючий вплив великих водойм, якими вони є. Рух метеорологічних систем відбувається, як правило, зі сходу на захід, проте напрямок вітрів на поверхні залежить від розташування цих систем і почергово вносить або тепло і вологу з Мексиканської затоки, або холодне сухе повітря з Арктики, що призводить до великої щомісячної та щоденної мінливості погоди.
Влітку, циклони мають схильність рухатися на північ регіону, що дозволяє переважати теплому вологому повітрю з Мексиканської затоки. Ця ситуація сприяє утворенню смогу і вітри, в цілому південно-західні, можуть принести його з промислових зон Середнього Заходу. Проходження холодних фронтів, які приносять на висоті холодне повітря, робить повітряні маси нестійкими і спричиняє шторми, іноді дуже сильні. Сонце також нагріває поверхневий шар озер і між поверхнею і нижніми шарами утворюється термоклин. Особливо страждають від цього явища більш мілкі води озера Ері.
Взимку регіон характеризується проходженням циклонів далі і далі на південь. Це спричинює снігові бурі, що можуть перетворюватися в крижаний дощ або навіть просто дощ у південних районах. У антициклонах, що домінують в холодні місяці, арктичне повітря, що проходить понад незамерзлою поверхнею озер, в прибережних районах спричинює шквали зі снігом. Ці вітри по-англійськи називають Сніговим поясом (Snow Belt). Зливи, пов'язані з цими бурями, можуть залишати велику кількість снігу вздовж вузької смуги узбережжя, як це було у випадку снігової бурі «Афід» 12-13 жовтня 2006 року.
Виділення тепла озерами відбувається помірно, однак клімат біля берегів і в південних частинах озер Онтаріо та Мічиган і на заході штату Нью-Йорк характеризується теплішими зимами, ніж внутрішні райони, що знаходяться далі від берегів. Проте температура поверхні поступово зменшується і на озері Ері протягом зими зазвичай утворюється крижаний покрив, чому сприяє його мала глибина. На інших озерах, як правило, залишаються деякі вільні від льоду площі. В кінці сезону, з утворенням на озерах льодового покриву, інтенсивність бур знижується.
Весна та осінь характеризуються зміною в часі при циклонах, що швидко проходять над регіоном. Небо досить хмарне, бувають шторми та часті сильні вітри. Буря 1913 року на Великих озерах є прикладом одного з таких дуже сильних осінніх штормів.
На початку весни, тепле повітря і сонячне світло, кількість якого збільшується, спричиняють танення снігу та льоду озера. Оскільки воді потрібно більше часу, щоб нагрітися, аніж повітрю, температура озера піднімається повільніше, ніж температура землі. Вітер з озер, відтак, охолоджує клімат в цей період. Протилежний ефект відбувається восени. Цей феномен затримує появу на деревах листя і цвітіння рослин навесні, але захищає плодові дерева від заморозків восени. Це дозволяє в областях поблизу західних берегів озер культивувати такі культури, як і біля південних, зокрема, сприяє вирощуванню винограду.

## Екологія

### Ртуть
До 1970 року ртуть не включалася у список шкідливих хімікатів Федеральної адміністрації Сполучених Штатів з якості води, і її концентрацію у воді не перевіряли. Протягом останніх 10 років у тестах води концентрації ртуті стали помітнішими, що призвело до загострення питання хвороб. Сполуки ртуті використовувалися на багатьох паперових фабриках, а також у хімічних компаніях, таких як Dow Chemical, використовували ртуть для виділення хлору із соляних розчинів. Дослідження з охорони довкілля показали, що коли ртуть входить в контакт з багатьма бактеріями та сполуками в прісній воді, вона утворює дуже токсичну сполуку ртутьметил. Ця форма ртуті не завдає шкоди більшості риб, але є дуже шкідливою для людей та диких тварин, які вживають рибу (див. Ртуть у рибі). Ртуть, як відомо, призводить до проблем зі здоров'ям, таких як поява вроджених дефектів у людей і тварин, а також стала причиною вимирання орлів в районі Великих озер.

### Експансія нових видів
Починаючи з 19 століття, за оцінками, в екосистему Великих озер вторглися 160 видів, найімовірніше, з корабельних баластів, призводячи до серйозних економічних і екологічних наслідків. За даними Асоціації освіти внутрішніх морів, в середньому нові види з'являються в екосистемі Великих озер кожні вісім місяців.
Двома такими зараженнями в районі Великих озер є вторгнення тригранок річкових (лат. Dreissena polymorpha), які вперше були виявлені в 1988 році, та тригранок кваґґа (лат. Dreissena rostriformis bugensis) — в 1989 році. Молюски є ефективними фільтраторами води, вони змагаються з рідними для озер молюсками, а також призводять до зменшення доступних площ для харчування та нересту риби. Крім того, молюски завдають збитків промисловості, закупорюючи або блокуючи труби. Служба рибних ресурсів та дикої природи США оцінює, що економічні наслідки діяльності тригранок складуть близько $5 млрд протягом наступного десятиліття.
Сіроспинки вперше потрапили в систему на заході озера Онтаріо у 19-му століття за допомогою каналів. Через них до 1960 року пляжникам озер Мічиган, Гурон і Ері стали знайомі незручності у вигляді періодичних мас риби, що вимирали на березі; за оцінками урядів різних країн, відсоток біомаси озера Мічиган, яка складалася із сіроспинок, на початку 1960-х сягав до 90 %. Уряди різних штатів та федеральний почали в кінці 1960-х розводити кілька видів лососевих риб, в тому числі рідну озерну форель, а також немісцевих чавичу та кижуча, а до 1980 популяція сіроспинок різко скоротилася. За іронією долі, сьогодні різке зниження кількості сіроспинки розглядається як проблема тими, хто задіяний у великому рекреаційному риболовецькому секторі, який виріс зокрема, на озері Мічиган.
Йорж, невелика окунева риба, став найпоширенішим видом риб в ріці Сент-Луїс Верхнього озера протягом п'яти років з часу його виявлення в 1986 році. Його ареал, який розширився до озера Гурон, становить значну загрозу для рибальства нижнього озера. Через п'ять років після першої появи в річці Сент-Клер бичка-кругляка його можна побачити у всіх Великих озерах. Бичок вважається небажаним з кількох причин: він полює на рибу, що харчується біля дна, призводить до перевитрати оптимального середовища проживання, дає потомство кілька разів на сезон і може пережити умови поганої якості води.

## Цікаві факти
- Для того, щоб запам'ятати всі назви Великих озер англійською, використовують слово Homes (англ. будинки): H — Huron (Гурон), o — Ontario (Онтаріо), m — Michigan (Мічиган), e — Erie (Ері), s — Superior (Верхнє)[21].